# Schloss Kranzbach

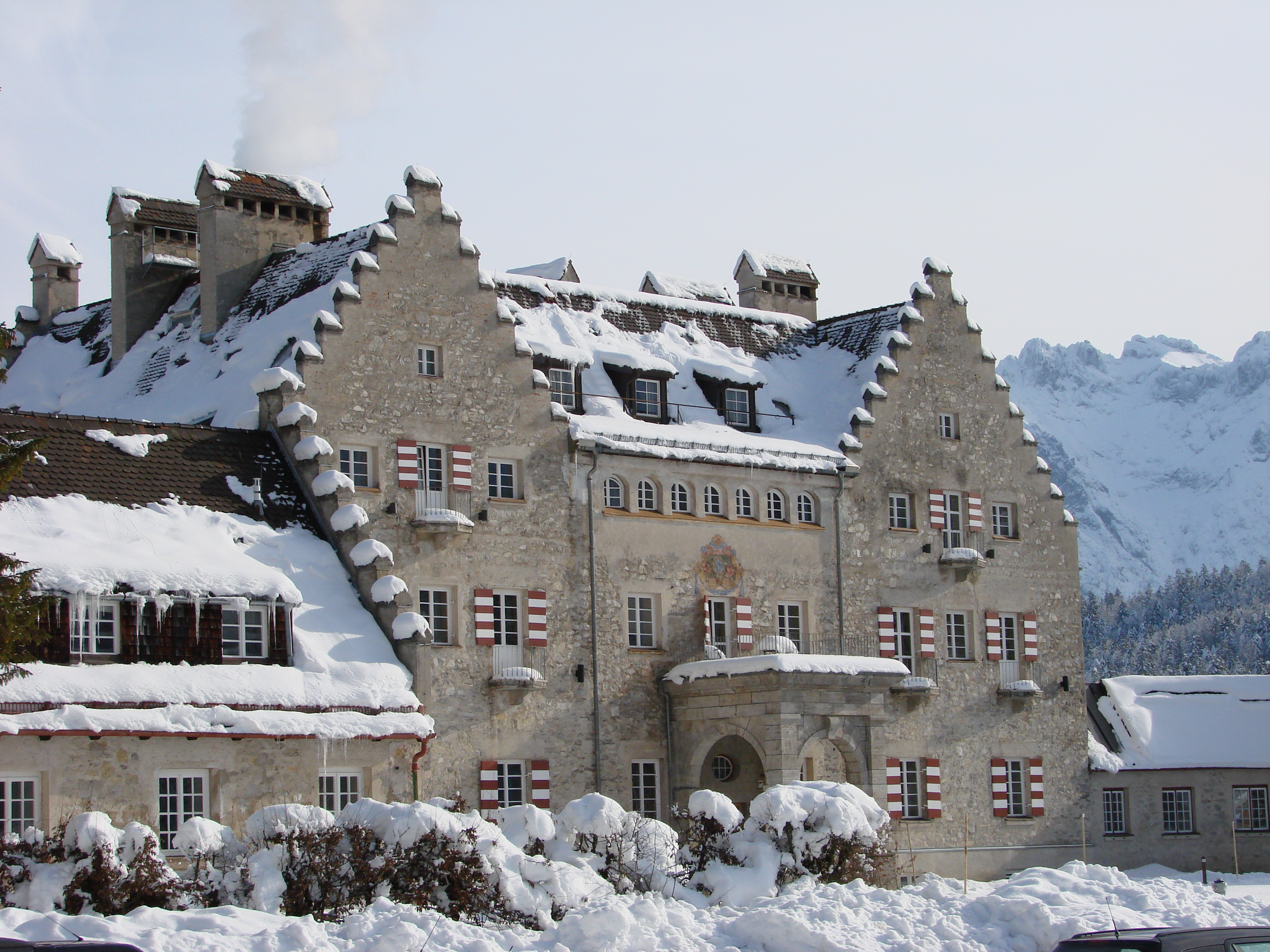
Schloss Kranzbach

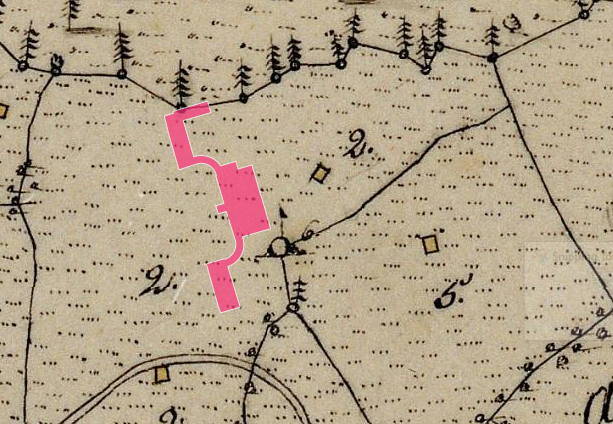
Lageplan von Schloss Kranzbach auf dem Urkataster von Bayern

Das Schloss Kranzbach ist ein neuzeitliches Schlossgebäude bei Klais in der Gemeinde Krün im Landkreis Garmisch-Partenkirchen in Oberbayern. Die Anlage ist unter der Aktennummer D-1-80-122-12 als denkmalgeschütztes Baudenkmal von Klais verzeichnet. Es befindet sich auf einem Plateau mit einer alpinen Kulisse und wird als Wellness-Hotel genutzt.

## Geographische Lage
Schloss Kranzbach liegt im Bergtal zwischen Garmisch-Partenkirchen und Mittenwald am Fuß der Zugspitze vor der Bergkulisse von Karwendel und Wetterstein auf einer Höhe von ca. 1040 Metern ü. NHN. Von Krün ist das Schloss ca. 3 km entfernt.

## Geschichte
„The Honourable Mary Isabel Portman“ aus London, die Erbauerin von Schloss Kranzbach, war eine reiche Aristokratin – eine für damalige Verhältnisse unabhängig agierende Frau. Mit 36 Jahren unterzeichnete sie 1913 den Kaufvertrag über die „Kranzbachwiese bei Garmisch“. Die Baupläne lieferten die englischen Architekten Detmar Blow und Fernand Billerey in der Stilrichtung der englischen Arts-and-Crafts-Bewegung. Das Haus wurde 1915 fertiggestellt. Schloss Kranzbach ist das einzige Gebäude dieser Art in Deutschland. Das „Englische Schloss“, wie die Anlage bald von den Einheimischen genannt wurde, erinnert mit ihren Treppengiebeln an die natursteingemauerten Country Houses (üppig ausgestattete Landhäuser) in Schottland und Irland. Das Areal umfasste einen privaten Konzertsaal und einen Rasentennisplatz.
Der Erste Weltkrieg machte die Pläne Mary Portmans zur Errichtung eines gastlichen Hauses für ihre Künstlerfreunde zunichte. Portman kehrte nie dorthin zurück, möglicherweise sah sie das fertige Gebäude nie.
In den Folgejahren belebten unterschiedlichste Gäste das einsame Objekt im Elmautal. Junge Kunstmaler blieben wochenlang, um die Schönheit der Landschaft auf Leinwand zu bannen. Im Jahre 1929 reiste ein Filmteam der Deutschen Universal-Film an, um hier zu drehen. 1931 entdeckte die evangelische Kirche Dortmund auf der Suche nach einer Erholungs- und Freizeitstätte für junge Leute aus dem Ruhrgebiet das Haus und pachtete es von den Erben Mary Portmans.
In der Nacht vom 16. auf den 17. Dezember 1933 brach ein Brand aus, der das Hauptgebäude weitgehend zerstörte. Die Presse berichtete, dass die Feuerwehr wegen des starken Frosts und Wassermangels wenig ausrichten konnte. Nach der Renovierung war Schloss Kranzbach wieder ein beliebtes Ferienziel für Jugendliche. Es wurde als Übernachtungsquartier während der Olympischen Winterspiele 1936 in Garmisch-Partenkirchen genutzt. In den ersten Jahren des Zweiten Weltkrieges war Schloss Kranzbach Zielort für das Programm der „Kinderlandverschickung“. Nach dem Kriegsende wurde das Schloss als Erholungshotel für Offiziere der US-Armee genutzt. 1947 nahm die evangelische Kirche Dortmund hier wieder ihren Ferienbetrieb auf. Wilhelm Dieterle drehte 1955 Szenen des Films Das Schweigen im Walde nach dem gleichnamigen Roman von Ludwig Ganghofer.
Ende 2003 verkaufte die Kirche das Schloss an die jetzigen Hotelbetreiber. 2007 wurde das Areal unter dem Namen „Das Kranzbach“, um einige Gebäude erweitert, als Hotel eröffnet. Die Inneneinrichtung im englischen Stil stammt von der britischen Architektin Ilse Crawford.